# Nitrapyrin
Nitrapyrin ist eine chemische Verbindung aus der Gruppe der chlorierten Pyridine.

## Gewinnung und Darstellung
Nitrapyrin kann durch Photochlorierung von 2-Picolin gewonnen werden.

## Eigenschaften
Nitrapyrin ist ein brennbarer weißer Feststoff mit leicht süßlichem Geruch, der praktisch unlöslich in Wasser ist. Das technische Produkt enthält auch noch andere chlorierte Pyridine wie 2,4-Dichlor-6-trichlormethylpyridin.

## Verwendung
Nitrapyrin (Handelsname N-Serve) wird als Nitrifikationshemmer verwendet. Es hemmt die Nitrifikation in Getreide und verminderte die Stickstoffverluste von Ackerboden. Es wurde 1974 in den USA zugelassen und hemmt bzw. tötet Nitrosomonas-Bakterien.

## Zulassung
In den Staaten der EU einschließlich Deutschland und Österreich wie auch in der Schweiz sind keine Pflanzenschutzmittel mit diesem Wirkstoff zugelassen.